# Circuito Vasco Sameiro

Circuito de Velocidade Vasco Sameiro, eller Circuit of Braga, är en portugisisk racerbana belägen sex kilometer norr om staden Braga i Portugal. Banan ägs av Clube Automóvel do Minho.

## Banan
Banan byggdes år 1990, är 3,020 kilometer lång och går moturs. Det finns även en kartingbana ansluten till banan.

## Evenemang
På kartingbanan kördes Karting World Championship 2000 och 2005.
Banans första internationella evenemang var European Touring Car Cup 2009, som vanns av britten James Thompson. 2010 kommer European Touring Car Cup tillbaka till Circuito Vasco Samiero för den första säsongen med flera tävlingshelger.